# Kooperative Abteilung Pflanzenproduktion

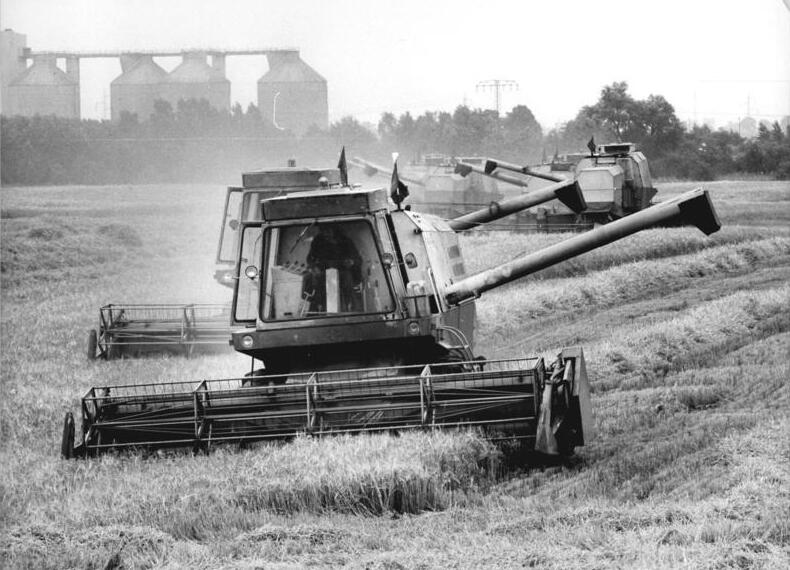
Mähdrescher des Jugendobjektes "zentrale Erntetechnik" auf den Feldern der KAP Lichtenberg/Weißensee im Einsatz

Die Kooperativen Abteilungen Pflanzenproduktion (abgekürzt KAP) fassten die Feldwirtschaft mehrerer LPG bzw. VEG in der damaligen DDR zusammen.
Im Zuge der Kollektivierung, die im so genannten sozialistischen Frühling 1960 ihren Abschluss fand, war eine Vielzahl von Landwirtschaftlichen Produktionsgenossenschaften (LPG) entstanden. Da die SED aber insbesondere ab dem VI. Parteitag eine industriemäßige Landwirtschaft forderte, kam es zu zahlreichen Zusammenschlüssen, die mit ökonomischen Anreizen forciert wurden. Dabei propagierte die SED ebenfalls eine Kooperation zwischen den Landwirtschaftsbetrieben. Es kam zur Bildung von Kooperationsgemeinschaften. In diesen betrieb man eine sich schrittweise steigernde Zusammenarbeit von mehreren LPG bzw. Volkseigenen Gütern (VEG) und anderen Betrieben wie Agrochemischen Zentren (ACZ).
Die Zusammenarbeit in diesen Kooperationsgemeinschaften gipfelte schließlich darin, dass die Feldwirtschaftsbereiche aus den Agrarbetrieben herausgelöst wurden und sich Kooperative Abteilungen Pflanzenproduktion bildeten. Dieser Prozess begann Ende der 1960er Jahre und fand seinen Schlusspunkt Ende der 1970er Jahre.
Den LPG blieb nur die Tierproduktion und in einigen Fällen auch die Bewirtschaftung des Grünlandes. Die KAP waren fast ausschließlich auf die Pflanzenproduktion spezialisiert, selten betrieben sie auch Schafhaltung. Die Arbeitsorganisation in den meist auf ein bis zwei Haupterzeugnisse spezialisierten KAP erfolgte meist nach Produkten, einige Brigaden befassten sich z. B. fast ausschließlich mit der Kartoffelproduktion. Mit der Bildung dieser Feldbaubetriebe ging eine enorme Vergrößerung der Betriebsfläche einher. Die Durchschnittsgröße einer KAP lag 1975 bei 4122 Hektar, teilweise gab es aber auch Betriebe mit mehr als 10000 Hektar, wohingegen eine LPG Typ III noch 1965 durchschnittlich über eine Nutzfläche von nur 605 ha verfügte.
Durch die Einführung der industriemäßigen Produktionsweise lösten sich vielfach die Bindungen der Beschäftigten in der Landwirtschaft mit Dorf und Boden. Die SED versuchte, diesen Prozess insbesondere zu Beginn der 1980er Jahre aufzuhalten, indem unter anderem die territoriale Arbeitsorganisation propagiert und vielfach durchgesetzt wurde. Dadurch erhoffte man sich, eine größere Überschaubarkeit des Produktionsprozesses wiederherstellen zu können.
Die KAP stellten letztlich nur eine Übergangsform dar. Ab Mitte der 1970er   Jahre trieb die SED deren Umwandlung in LPG Pflanzenproduktion (LPG (P)) und VEG (P) voran, was zu Beginn des Folgejahrzehnts weitgehend abgeschlossen werden konnte.